# Hohhot City Stadium
Das Hohhot City Stadium (vereinfachtes Chinesisch: 呼和浩特市 体育场) ist ein Mehrzweckstadion im chinesischen Hohhot. Es wird derzeit hauptsächlich für Fußballspiele verwendet. Das Stadion fasst 53.000 Menschen.  Das Stadion wurde ab Mai 2005 errichtet. Es wurde im Jahr 2008 eröffnet.

## Beschreibung
Die meisten doppelstöckigen Stände sind mit Polycarbonatplatten bedeckt, während das Äußere sehr einfach und sparsam ist. Nur mit bemaltem Beton und traditionellen Skulpturen verziert das bescheidene Erscheinungsbild des Stadions die raue Steppenlandschaft in dieser Hochlandregion.